# Kim Janssens
Kim Janssens (1991) is een voormalig Belgisch zwemster gespecialiseerd in de schoolslag.
Janssens heeft het Belgisch record op de 50m schoolslag langebaan in handen met een tijd van 31,55 seconden.

## Zwemcarrière
Janssens nam in 2007 deel aan de Europese kampioenschappen voor de jeugd. Op de 50m schoolslag haalde ze een 8ste plaats, op de 100 en 200 meter strandde ze in de voorrondes. Later dat jaar zwom ze zich op de Europese kampioenschappen korte baan voor de jeugd naar een 28ste plaats op de 50m en een 42ste plaats op de 100m schoolslag.
In 2010 maakte ze haar debuut bij de seniors op het Europees kampioenschap zwemmen. Ze werd er 26ste op de 100m schoolslag. Op de 50m schoolslag, die niet gezwommen wordt op de Olympische Spelen, eindigde ze als 5e. Een dag eerder, op zaterdag 14 augustus, had ze in de halve finales het Belgisch record al verbeterd tot 31"55.
In augustus 2014 kondigde Janssens aan te stoppen met professioneel zwemmen.

## Belangrijkste resultaten
| Jaar | Olympische Spelen | WK langebaan                           | WK kortebaan  | EK langebaan                          | EK kortebaan                                              |
| ---- | ----------------- | -------------------------------------- | ------------- | ------------------------------------- | --------------------------------------------------------- |
| 2010 |                   |                                        |               | 26e 100m schoolslag 5e 50m schoolslag | 8e 50m schoolslag 11e 100m schoolslag 10e 200m schoolslag |
| 2011 |                   | 20e 100m schoolslag                    |               |                                       | geen deelname                                             |
| 2012 | geen deelname     |                                        | geen deelname | geen deelname                         | 12e 50m schoolslag 6e 4x50m wisselslag                    |
| 2013 |                   | 18e 50m schoolslag 16e 100m schoolslag |               |                                       | 39e 50m schoolslag 19e 100m schoolslag                    |

## Persoonlijke records
(Per 30 augustus 2014)

### Langebaan
| afstand         | tijd       | datum      | plaats    |
| --------------- | ---------- | ---------- | --------- |
| 50m schoolslag  | BR 31,52   | 03-08-2013 | Barcelona |
| 100m schoolslag | BR 1.08,36 | 29-07-2013 | Barcelona |
| 200m schoolslag | 2.31,93    | 14-05-2010 | Antwerpen |

### Kortebaan
| afstand         | tijd    | datum      | plaats    |
| --------------- | ------- | ---------- | --------- |
| 50m schoolslag  | 31,07   | 23-10-11   | Berlijn   |
| 100m schoolslag | 1.07,64 | 14-12-2013 | Herning   |
| 200m schoolslag | 2.30,08 | 21-11-10   | Eindhoven |